# Pabstia
Pabstia is een geslacht van vijf soorten orchideeën uit de onderfamilie Epidendroideae.
Het zijn middelgrote epifytische planten die endemisch zijn in Brazilië, waar ze voorkomen in vochtige, schaduwrijke, montane regenwouden. Ze worden gekenmerkt door grote bloemen met contrasterende kroon- en kelkbladen, waarbij de laatste aan de basis een mentum vormen.

## Naamgeving enetymologie
- Synoniem: Colax Colax Lindley ex Spreng. (1843)

Pabstia is vernoemd naar de Braziliaanse orchideeënspecialist Guido Frederico João Pabst (1914–1980).

## Kenmerken
Pabstia-soorten zijn middelgrote tot grote epifytische planten, met korte rizomen, ovale of eivormige, zijdelings samengedrukte pseudobulben, verborgen onder oude bladscheden, met aan de top maximaal vier grote gladde lancetvormige tot lijnlancetvormige, duidelijk generfde bladeren. De bloeiwijze is een ijlbloemige bloemtros met tot vier grote opvallende bloemen op een korte, okselstandige, rechtopstaande bloemstengel.
De bloemen zijn veelkleurig, met als basis wit, groen en rood. De drie kelkbladen zijn lichtgetint, gelijkvormig, ovaal, de zijdelingse zwak asymmetrisch en aan de basis gefuseerd met de basis van het gynostemium tot een mentum. De laterale kroonbladen hebben ongeveer dezelfde vorm maar zijn meestal heel opvallend gekleurd of getekend. De bloemlip is korter en smaller dan de andere bloemblaadjes, naar voor gericht, opgerold maar eindigend op een vlakke drielobbige top die opvallend contrasterend gekleurd is. Het gynostemium is kort en gebogen, ongevleugeld, met een eindstandige helmknop en twee paar wasachtige pollinia.

## Taxonomie
Uit DNA-onderzoek uit 2005 door Whitten en anderen blijkt dat Pabstia enkel in combinatie met de zustergeslachten Neogardneria en Zygopetalum een monofyletische clade kan vormen.
Het geslacht omvat vijf soorten. De typesoort is Pabstia viridis.

### Soortenlijst
- Pabstia jugosa (Lindl.) Garay (1973)
- Pabstia modestior (Rchb.f.) Garay (1973)
- Pabstia placanthera (Hook.) Garay (1973)
- Pabstia schunkiana V.P.Castro (1993)
- Pabstia viridis (Lindl.) Garay (1973)